# Milan Glovacký
Milan Glovacký (* 14. listopadu 1946) je bývalý slovenský fotbalový brankář a trenér.

## Trenérská kariéra
- 1981/82 Tatran Prešov – asistent
- 1982/83 Tatran Prešov – asistent
- 1983/84 Tatran Prešov – asistent